# Włodowice
Włodowice – miasto w Polsce, w województwie śląskim, w powiecie zawierciańskim, siedziba gminy Włodowice. Pomimo administracyjnej przynależności do woj. śląskiego od 1999 roku, Włodowice są częścią Jury Krakowsko-Częstochowskiej, która należy do Małopolski, zatem miejscowość jest także częścią Małopolski. 
Włodowice prawa miejskie uzyskały w 1386 roku, utraciły je 31 maja 1870 roku, a odzyskały je 1 stycznia 2023 roku. W latach 1867–1954 i od 1973 siedziba gminy Włodowice, natomiast w latach 1954–72 siedziba gromady Włodowice.

## Nazwa
Pierwsza wzmianka o miejscowości pochodzi z 1220 roku, z dokumentu biskupa krakowskiego Iwo Odrowąża, w którym wymieniona jest w formie Wlodowycze. Później notowano też zapisy: Wlodowici (1250), Wlodowicze (1470–1480).
Nazwa miejscowości jest nazwą patronimiczną powstałą od nazwy osobowej Włod, która z kolei utworzona została od imion złożonych typu Włodzimir, Włodzisław. 

## Historia
W dokumencie wydanym w 1220 roku przez biskupa krakowskiej Iwo Odrowąża Włodowice wymieniane są jako jedna z wsi książęcych oddających dziesięciny klasztorowi kanoników regularnych w Mstowie. Jeszcze w XIII wieku
miejscowość – a szczególnie tutejsza drewniana świątynia – została zniszczona w wyniku najazdów tatarskich.
Kościół został odbudowany w 1305 roku. W 1327 roku nastąpiła zmiana właściciela dóbr. Król Władysław Łokietek przejął Włodowice i Parkoszowice w zamian za przekazanie wówczas klasztorowi mstowskiemu wsi Komorniki, Morsko i Skarżyce. W 1386 roku Włodowice i Parkoszowice przeszły w posiadanie rodu Włodków herbu Sulima. Prawdopodobnie Włodowice dysponowały już wówczas prawami miejskimi, ale dokładna data ich nadania nie jest znana. Fakt ten należałoby datować – podobnie jak powstanie miejscowej parafii – na panowanie króla Kazimierza Wielkiego. Po roku 1373 parafia Włodowice, należąca do dekanatu lelowskiego, jest już odnotowywana w źródłach pisanych. 
W 1523 roku dobra włodowickie nabyli Bonerowie. W 1571 roku zamienili oni miejscowy kościół na zbór ariański. Świątynia została przywrócona Kościołowi katolickiemu w 1594 roku, po objęciu majątku we Włodowicach przez wojewodę krakowskiego Mikołaja Firleja. W 1629 roku poświęcono nowy kościół drewniany pod wezwaniem św. Bartłomieja, który uległ zniszczeniu podczas potopu szwedzkiego. W 1703 roku powstał nowy, murowany kościół.
W wyniku postanowień kongresu wiedeńskiego Włodowice w 1815 roku zostały przyłączone do Królestwa Kongresowego, jako część Imperium Rosyjskiego (zabór rosyjski).
W 1870 roku, w wyniku represji po powstaniu styczniowym, Włodowice utraciły prawa miejskie.
W okresie międzywojennym (1918–1939) Włodowice były częścią województwa kieleckiego.
Już na początku września 1939 r. Włodowice zostały zajęte przez wojska niemieckie, co rozpoczęło okupacją niemiecką. Miejscowych Żydów wysiedlono do pobliskiego Myszkowa, w którym utworzono getto. W lutym 1941 r. wysiedlono wszystkich Żydów z Myszkowa do getta w Żarkach. Następnie, w październiku 1942 r. wywieziono ich do niemieckiego nazistowskiego obozu zagłady w Treblince, gdzie zginęli w komorach gazowych.
Okupacja niemiecka skończyła się w styczniu 1945 r. w momencie wkroczenia Armii Czerwonej. Nie przyczyniło się to jednak do wolności – Armia Radziecka dokonywała licznych grabieży, gwałtów i prześladowań Polaków.
Włodowice leżą w Częstochowskim Obszarze Rudonośnym. W okolicy miejscowości znajdowała się kopalnia rud żelaza „Jan-Włodowice”. W latach 1945–1950 wchodziła w skład kopalni rejonu Borek. W roku 1950 kierownikiem kopalni był Władysław Girek.
W latach 1975–1998 miejscowość należała administracyjnie do województwa częstochowskiego.

## Odzyskanie praw miejskich (2023)
16 czerwca 2021 Rada Gminy Włodowice podjęła uchwałę odnośnie przeprowadzenia konsultacji z mieszkańcami w sprawie przywrócenia miejscowości Włodowice praw miejskich, utraconych ukazem carskim z 1869. Wójt gminy zarządził przeprowadzenie konsultacji w terminie 15 września – 15 listopada 2021. Z 5139 mieszkańców gminy uprawnionych do głosowania, udział w konsultacjach wzięły 1402 osoby, czyli 27,28% uprawnionych, z czego 1380 głosów było ważnych. Za nadaniem Włodowicom statusu miasta oddano 1258 głosów (91,15% ważnych głosów), 76 osób było przeciw (5,51%), a wstrzymało się 46 osób (3,33%). We Włodowicach na 1170 osób uprawnionych do udziału w konsultacjach, udział wzięło 355 osób (frekwencja 30,34%), z czego 3 głosy były nieważne. Za nadaniem statusu miasta było 299 osób (84,94% ważnych głosów), przeciwko były 34 osoby (9,66%), a wstrzymało się 19 głosujących (5,4%). 1 stycznia 2023 doszło do przywrócenia statusu miasta.

## Pałac we Włodowicach
We Włodowicach znajdują się ruiny pałacu wybudowanego w latach 1669–1681 przez kasztelana krakowskiego Stanisława Warszyckiego. Mimo iż był wielokrotnie przebudowywany, nie zatracił pierwotnego charakteru polskiego baroku. Wcześniej stał w tym miejscu drewniany dwór rodziny Firlejów, spalony podczas potopu szwedzkiego. 26 lipca 1683 roku podczas wyprawy na Wiedeń w pałacu przebywał król Jan III Sobieski. W XVIII w. pałac należał do rodziny Męcińskich, którzy zmienili wystrój wnętrz, nadając im wygląd klasycystyczny. 12 marca 1734 roku nocował tu król August III Sas. W XIX w. pałac przeszedł w ręce rodziny Poleskich. Uczestnik powstania styczniowego hrabia Michał Poraj Poleski utworzył tu wyższą szkołę agronomiczną z laboratorium chemicznym i fizycznym, obszerną biblioteką oraz kolekcją minerałów i okazów flory jurajskiej. Najprawdopodobniej na przełomie XIX i XX wieku dokonano przebudowy, która nadała pałacowi cechy neogotyckie. Dzięki tym działaniom miasto zyskało miano Aten Olkuskich - zostało ośrodkiem wiedzy i kultury dla uczonych z Polski i zagranicy. Na skutek XX-wiecznych pożarów oraz wieloletnich zaniedbań pałac znajduje się w stanie ruiny.
Pałac i oficyna figurowały w rejestrze zabytków nieruchomych od 1967 roku, ale zostały z niego skreślone odpowiednio 10 września 1989 roku i 10 lutego 2010 roku. Od tego momentu w rejestrze zabytków figurowały jedynie pozostałości parku pałacowego (nr rej. A/1255/23). Ruiny pałacu ponownie wpisano do rejestru zabytków nieruchomych decyzją z 31 sierpnia 2023 (nr rej. A/1254/23).
|  |  |  |  |  |  |

## Związani z Włodowicami
- Stanisław Warszycki
- Michał Poraj  Poleski